# Governo Kariņš II
Il Governo Kariņš II è stato il 41º governo della Lettonia, in carica dal 14 dicembre 2022 al 15 settembre 2023, quando è stato succeduto dal Governo Siliņa; è stato dimissionario dal 17 agosto 2023 e ha svolto le sue funzioni durante la 14ª legislatura della Saeima.

## Storia

### Formazione

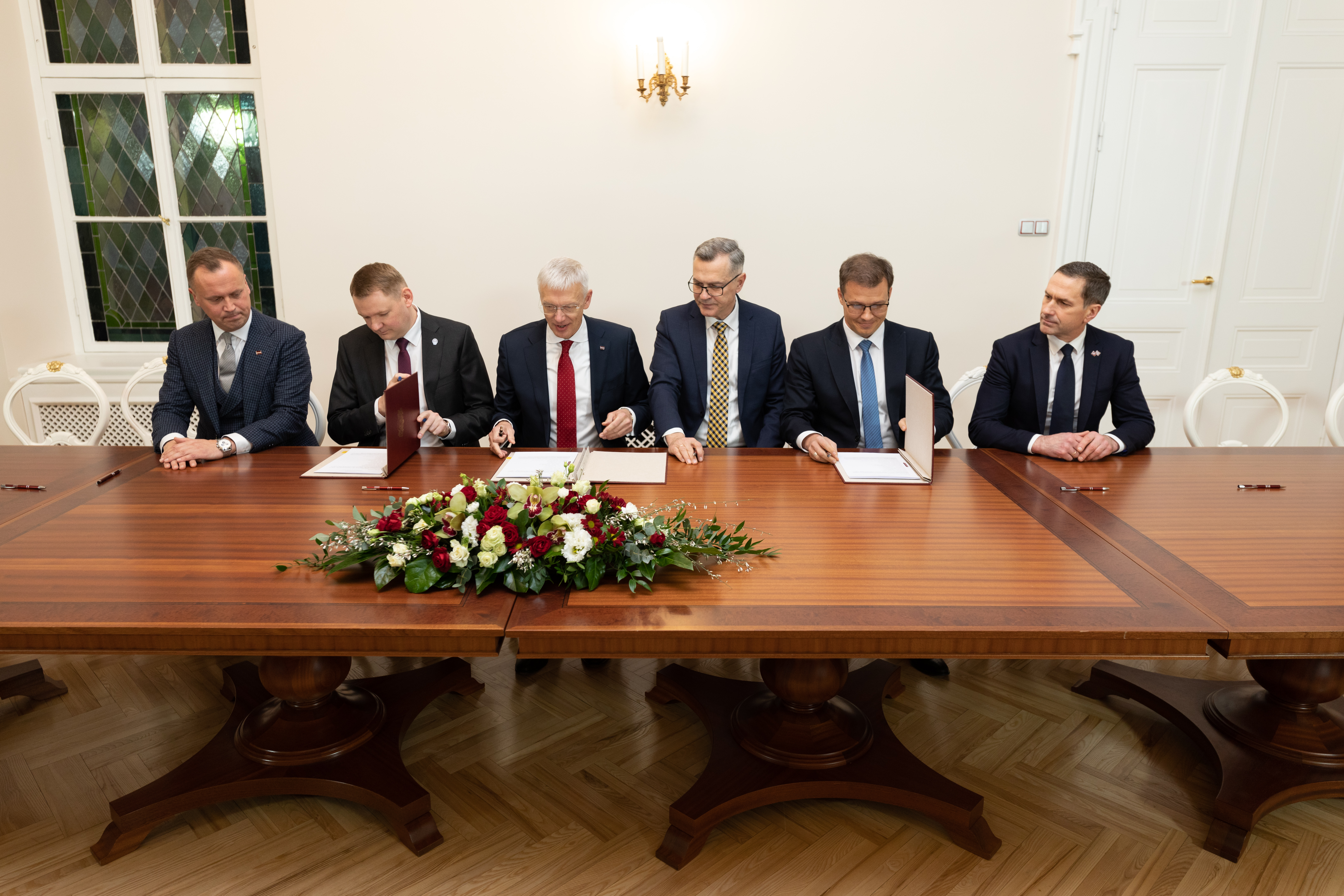
Il Primo ministro Kariņš ed i suoi alleati di coalizione firmano la dichiarazione del Consiglio dei Ministri con cui è istituito il nuovo governo, 14 dicembre 2022

Guidato dall’uscente Ministro presidente conservatore Arturs Krišjānis Kariņš, il governo è costituito e appoggiato da una coalizione tripartitica di centro - centro-destra fra Nuova Unità (JV), che detiene 7 ministeri (compresa la Presidenza), Lista Unita (AS), che detiene 4 ministeri, e Alleanza Nazionale (NA), che detiene altresì 4 ministeri; insieme, questi dispongono di 54 deputati su 100, ovvero il 54% dei seggi alla Saeima.
Questo governo si è formato dopo le elezioni parlamentari del 2022, e succede al precedente governo Kariņš I.
In seguito allo scrutinio, infatti, il partito Nuova Unità (JV) del primo ministro uscente Kariņš si conferma come prima forza politica del Paese, mentre altri partiti tradizionali (come il Nuovo Partito Conservatore e Sviluppo/Per!), filo-russi (come Partito Socialdemocratico "Armonia") e populisti (come Per una Lettonia Umana), divenuti extra-parlamentari, perdono la loro possibilità di influenzare la politica nazionale. A colmare tale vuoto, tuttavia vi sono numerosi partiti centristi, di centro-destra e filo-euroatlantici. Fra questi, Lista Unita (AS) di centro - centro-sinistra e il precedente alleato di Kariņš, Alleanza Nazionale, dopo mesi di intense negoziazioni, sono infine giunti ad un accordo di governo, facendo sì che si potesse formare l’attuale esecutivo.
Completato quindi il processo negoziale, il presidente Egils Levits ha finalmente potuto nominare l'uscente Kariņš Ministro presidente il 14 dicembre, giorno in cui questi ha ricevuto la fiducia della Saeima con 54 voti favorevoli su 100.

### Dimissioni
Il 14 agosto 2023, in seguito ad aspri disaccordi tra i partiti della coalizione di governo, il Primo ministro Arturs Krišjānis Kariņš annuncia le sue dimissioni e, conseguentemente, dell’intero esecutivo, effettive a partire dal 17 agosto.

## Situazione parlamentare
| Camera | Collocazione | Partiti                              | Seggi    |
| ------ | ------------ | ------------------------------------ | -------- |
| Saeima | Maggioranza  | JV (26), AS (15), NA (13)            | 54 / 100 |
| Saeima | Opposizione  | ZZS (16), S! (11), PRO (10), LPV (9) | 46 / 100 |

## Composizione
Nuova Unità (JV)
     Lista Unita (AS)
     Alleanza Nazionale (NA)
| Funzione                                      | Titolare | Titolare | Titolare                                                  | Partito |
| --------------------------------------------- | -------- | -------- | --------------------------------------------------------- | ------- |
| Ministro Presidente                           |          |          | Arturs Krišjānis Kariņš                                   | JV      |
| Difesa                                        |          |          | Ināra Mūrniece                                            | NA      |
| Affari esteri                                 |          |          | Edgars Rinkēvičs (fino all’8 luglio 2023)                 | JV      |
| Affari esteri                                 |          |          | Arturs Krišjānis Kariņš (ad interim) (dall’8 luglio 2023) | JV      |
| Economia                                      |          |          | Ilze Indriksone                                           | NA      |
| Finanze                                       |          |          | Arvils Ašeradens                                          | JV      |
| Interno                                       |          |          | Māris Kučinskis                                           | AS      |
| Istruzione e Scienza                          |          |          | Anda Čakša                                                | JV      |
| Clima ed Energia                              |          |          | Raimonds Čudars                                           | JV      |
| Cultura                                       |          |          | Nauris Puntulis                                           | NA      |
| Previdenza Sociale                            |          |          | Evika Siliņa                                              | JV      |
| Trasporti                                     |          |          | Jānis Vitenbergs                                          | NA      |
| Giustizia                                     |          |          | Inese Lībiņa-Egnere                                       | JV      |
| Salute                                        |          |          | Līga Meņģelsone                                           | AS      |
| Protezione dell’Ambiente e Sviluppo Regionale |          |          | Māris Sprindžuks                                          | AS      |
| Agricoltura                                   |          |          | Didzis Šmits                                              | AS      |

Fonte: (LV) Saeima apstiprina 41. Ministru kabinetu ar Kariņu priekšgalā, su mk.gov.lv, Latvijas valdība. URL consultato il 14 dicembre 2022.